# خشامر (حضرموت)
خشامر هي إحدى قرى الجمهورية اليمنية. تتبع جغرافيا لمحافظة حضرموت و إداريًا لمديرية القطن. يبلغ تعداد سكانها 989 نسمة حسب الإحصاء الذي أجري عام 2004.